# Збірна Антигуа і Барбуди з футболу
Збі́рна Анти́гуа і Барбу́ди з футбо́лу — національна футбольна команда, що представляє Антигуа і Барбуду в міжнародних матчах з футболу. Контролюється Футбольною асоціацією Антигуа і Барбуди. Найкращий результат показала на Карибському кубку 1998 року, зайнявши там 4 місце.
Станом на 3 квітня 2025 посідає 159-e місце у рейтингу футбольних збірних світу.

## Чемпіонат світу з футболу
- 1930–1970 — не брала участі
- 1974 — не пройшла кваліфікацію
- 1978–1982 — не брала участі
- 1986–2022 — не пройшла кваліфікацію

## Золотий кубок КОНКАКАФ
- 1991 — не брала участі
- 1993–2025 — не пройшла кваліфікацію